# Список померлих 2001 року
Це список значимих людей, що померли 2001 року, упорядкований за датою смерті.

## Січень
5 січня — Елізабет Анскомб, британська філософ-аналітик (*1919)
7 січня — Шарль Елу, президент Лівану (1964—1970) (*1913)
9 січня — Поль ван ден Буйнантс, прем'єр-міністр Бельгії (1966—1968, 1978—1979) (*1919)
10 січня — Мухаммад ібн аль-Усаймін, саудівський ісламський учений (*1929)
10 січня — Жак Марен, французький актор (*1919)
12 січня — Вільям Редінгтон Г'юлет, американський інженер, співзасновник Hewlett-Packard (*1913)
16 січня — Лоран-Дезіре Кабіла, конголезький революціонер і політик, президент Демократичної Республіки Конго з 1997 року (*1939)
25 січня — Ашраф Фахмі, єгипетський кінорежисер (*1936)
27 січня — Педро Карраско, іспанський боксер (*1943)
27 січня — Марія Жозе Бельгійська, бельгійська принцеса з Саксен-Кобург-Готської династії, королева-консорт Італії (*1906)
28 січня — Ємець Олександр Іванович, український правознавець і політик (*1959)
30 січня — Едмунд Феттінг, польський актор і співак (*1927)
30 січня — Жан-П'єр Омон, французький актор (*1911)

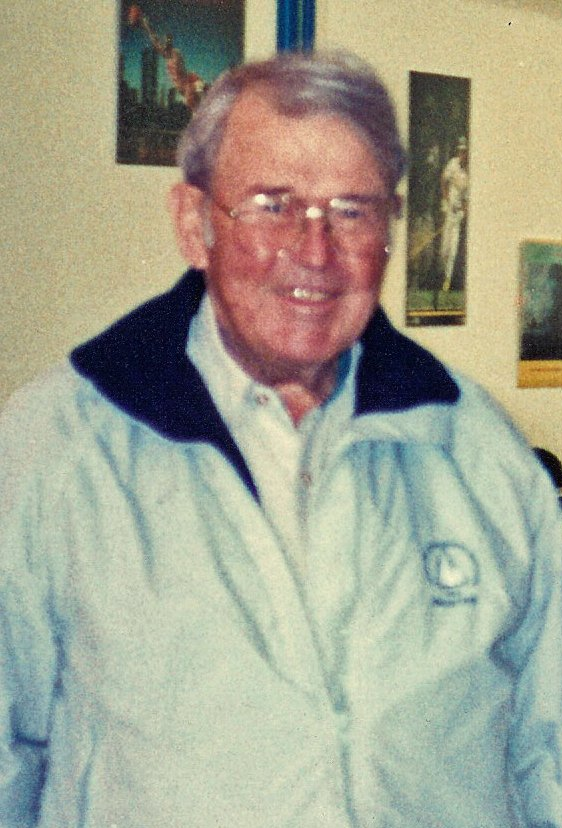
Вільям Редінгтон Г'юлет
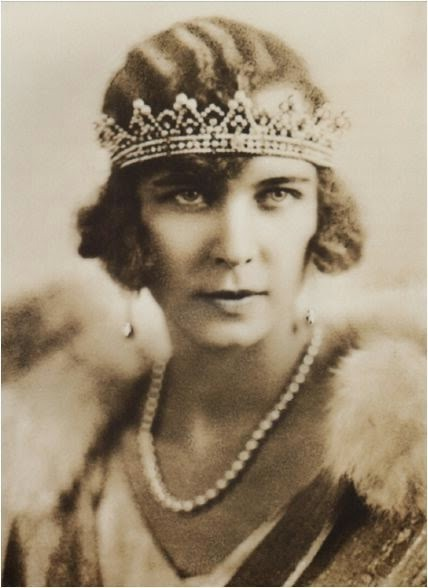
Марія Жозе Бельгійська

## Лютий
1 лютого — Марцін Колодинський, польський актор і телеведучий (*1980)
4 лютого — Яніс Ксенакіс, грецький композитор і архітектор (*1922)
8 лютого — Чень Ліфу, політик Республіки Китай (*1900)
9 лютого — Нікколо Галлі, італійський футболіст (*1983)
9 лютого — Герберт Саймон, американський соціолог, економіст і педагог, лауреат Нобелівської премії з економіки 1978 (*1916)
11 лютого — Оно Масао, японський футболіст (*1923)
13 лютого — Мануела, німецька поп-співачка (*1943)
14 лютого — Гі Гроссо, французький актор і конферансьє (*1933)
17 лютого — Звонимир Червенко, хорватський генерал, начальник Генерального штабу Збройних сил Хорватії в 1995—1996 роках (*1926)
18 лютого — Бальтус, французький художник (*1908)
18 лютого — Дейл Ернхардт, американський автогонщик (*1951)
19 лютого — Стенлі Крамер, американський кінорежисер та продюсер (*1913)
19 лютого — Шарль Трене, французький шансоньє, кіноактор і маляр (*1913)
24 лютого — Клод Шеннон, американський електротехнік і математик, «батько теорії інформації» (*1916)
25 лютого — Дональд Бредмен, австралійський гравець у крикет (*1908)
26 лютого — Артуро Услар П'єтрі, венесуельський історик, письменник, телепродюсер і політик (*1906)

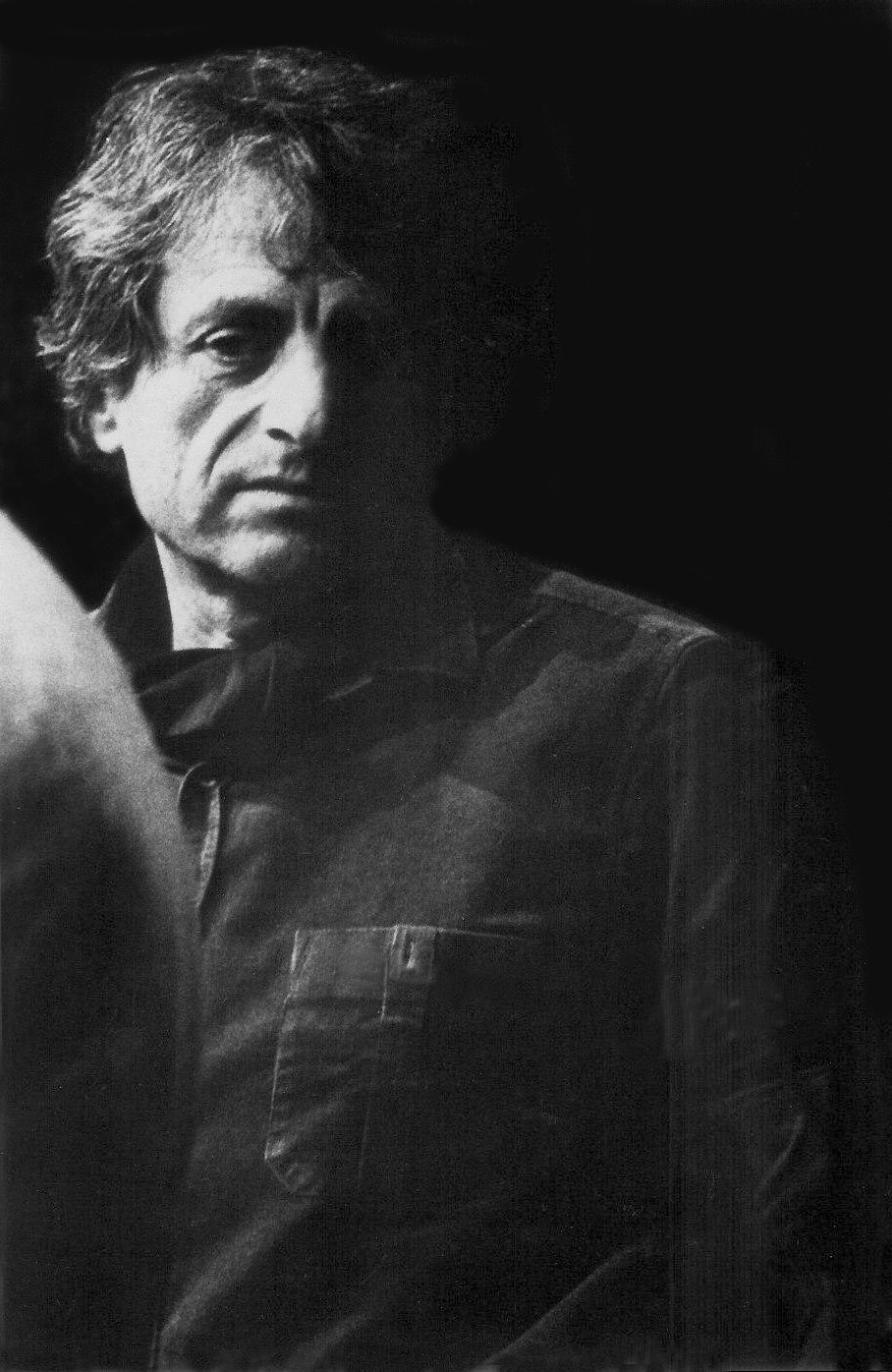
Яніс Ксенакіс
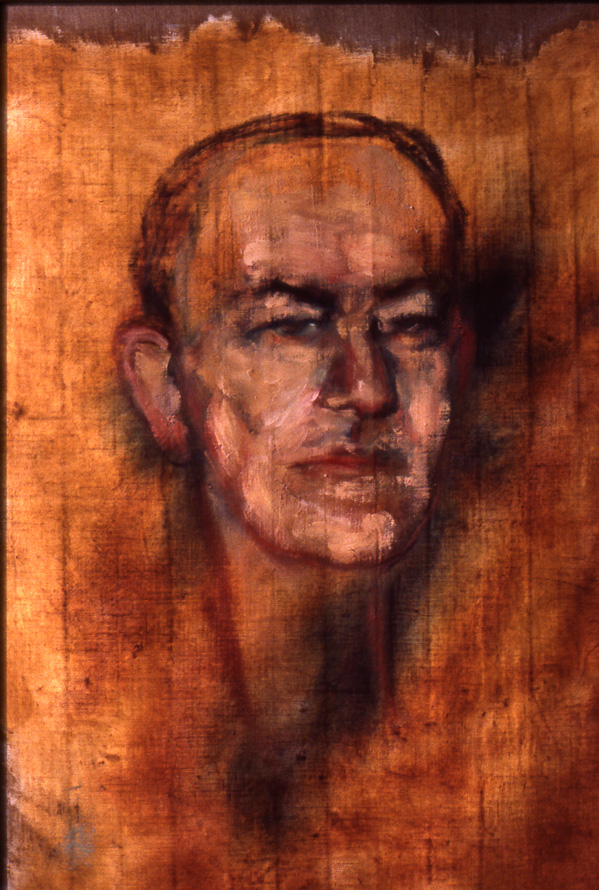
Герберт Саймон
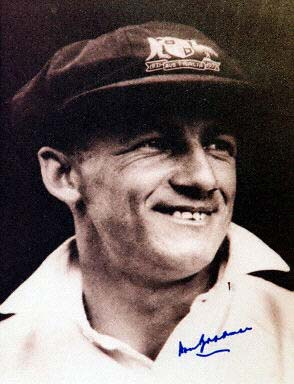
Дональд Бредмен

## Березень
3 березня — Юджин Следдж, морський піхотинець США, професор університету та письменник (*1923)
6 березня — Маріу Ковас, бразильський політик (*1930)
10 березня — Ворошилов Володимир Якович, автор, режисер і ведучий передачі «Що? Де? Коли?» (*1930)
11 березня — Гордасевич Галина Леонідівна, українська поетеса (*1935)
12 березня — Роберт Ладлам, американський письменник (*1927)
13 березня — Генрі Лі Лукас, американський серійний убивця, людожер (*1936)
14 березня — Федорів Роман Миколайович, український письменник (*1930)
17 березня — Кріс Ґотте, голландський барабанщик (*1962)
18 березня — Джон Філліпс, американський співак та композитор (The Mamas & The Papas) (*1935)
19 березня — Абу Зафар Обайдулла, бангладешський поет і державний службовець (*1934)
22 березня — Сабіха Гьокчен, перша турецька льотчиця, прийомна дочка Мустафи Кемаля Ататюрка (*1913)
22 березня — Вільям Ганна, американський художник-аніматор, режисер, продюсер (*1910)
31 березня — Кліффорд Шалл, американський фізик, лауреат Нобелівської премії з фізики 1994 (*1915)

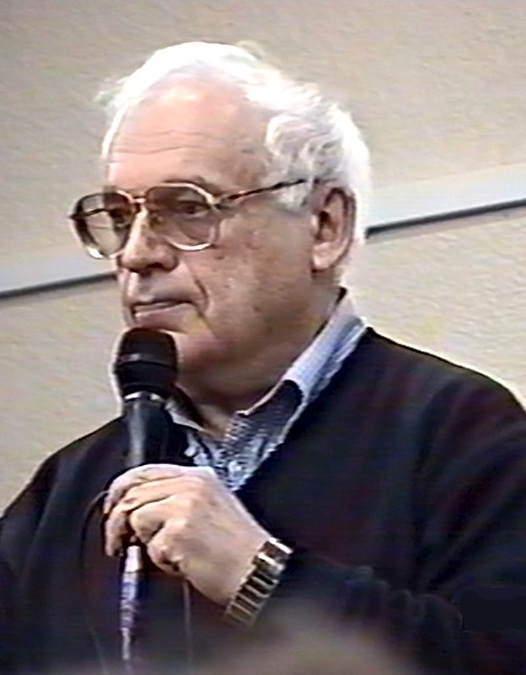
Володимир Ворошилов
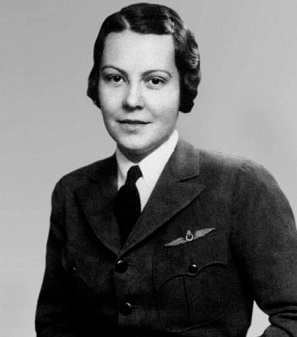
Сабіха Гьокчен
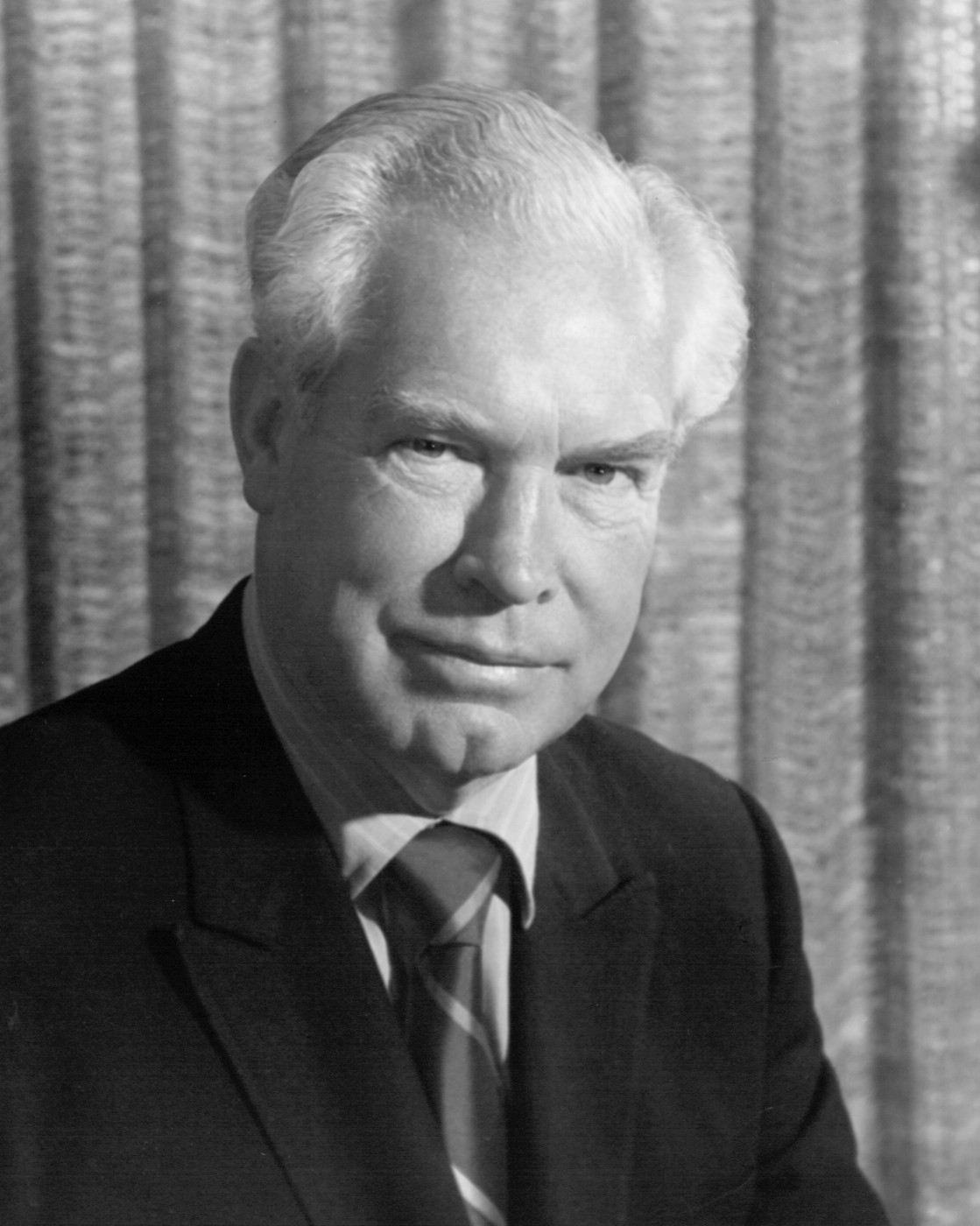
Вільям Ганна

## Квітень
1 квітня — Трінь Конг Сон, в'єтнамський музикант, автор пісень, художник і поет (*1939)
2 квітня — Дженніфер Сайм, американська кіноакторка (*1972)
5 квітня — Соня Геденбратт, шведська співачка та актриса (*1931)
7 квітня — Беатріс Стрейт, американська акторка (*1914)
7 квітня — Девід Граф, американський актор (*1950)
8 квітня — Іссам Раджі, ліванський співак, автор текстів і композитор (*1944)
14 квітня — Харуо Мінамі, японський виконавець традиційних жанрів енка та рокьоку (*1923)
15 квітня — Джоуї Рамон, американський музикант (Ramones) (*1951)
16 квітня — Ейго Кавасіма, японський співак і автор пісень (*1952)
24 квітня — Лі Юйцинь, четверта дружина останнього імператора Китаю Пуї (*1928)
25 квітня — Мікеле Альборето, італійський автогонщик (*1956)
25 квітня — Банніков Віктор Максимович, український радянський футболіст (*1938)
29 квітня — Баренд Бішевель, нідерландський політик (*1920)

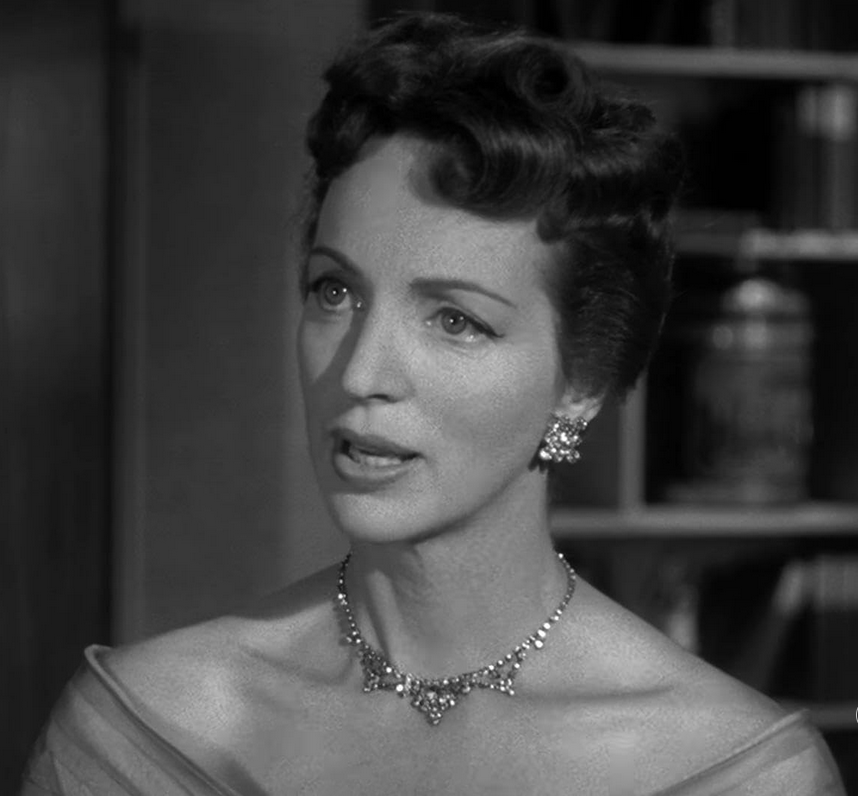
Беатріс Стрейт
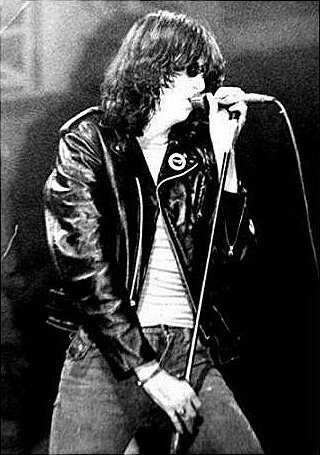
Джоуї Рамон

## Травень
2 травня — Абдул Саттар Хан Ніазі, пакистанський релігійний і політичний діяч (*1915)
7 травня — Маргарета Крок, шведська актриса (*1925)
7 травня — Джозеф Ґрінберґ, американський мовознавець, африканіст та етнограф (*1915)
8 травня — П'єро Натолі, італійський актор, режисер, сценарист і кінопродюсер (*1943)
11 травня — Дуглас Адамс, англійський комедійний радіодраматург, письменник (*1952)
12 травня — Діді, бразильський футболіст (*1928)
12 травня — Перрі Комо, американський співак і телезірка (*1912)
13 травня — Р. К. Нараян, індійський тамільський англомовний письменник (*1906)
13 травня — Джейсон Міллер, американський драматург і актор (*1939)
17 травня — Ікума Дан, японський композитор (*1924)
18 травня — Маресьєв Олексій Петрович, льотчик-ас, учасник Другої світової війни, Герой Радянського Союзу (*1916)
18 травня — Вільям А. С. Удерленд, нідерландсько-австралійський офіцер спецназу (*1917)
20 травня — Ренато Карозоне, італійський співак, піаніст, композитор і диригент (*1920)
21 травня — Кіп Нолл, американський порно-гей-актор та модель (*1957)
23 травня — Джамілех Шейхі, іранська актриса (*1930)
26 травня — Енн Хейні, американська актриса (*1934)
27 травня — Єременко Микола Миколайович (молодший), радянський, російський актор і кінорежисер (*1949)
27 травня — Брем ван Левен, голландський бізнесмен і мільйонер (*1918)
31 травня — Лі Квотінг, тайванський економіст і політик, «батько економічного дива Тайваню» (*1910)

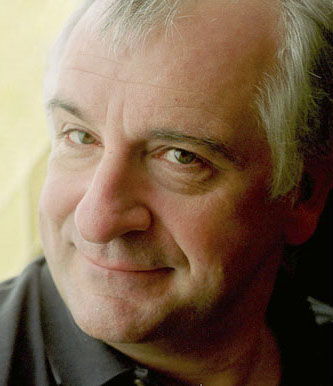
Дуглас Адамс
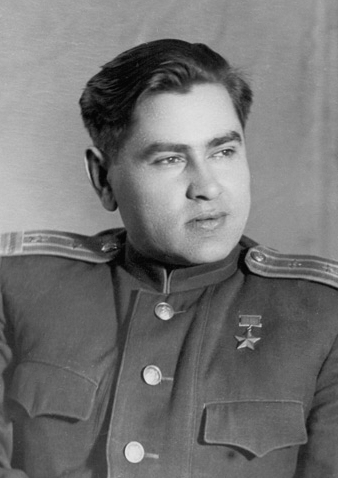
Олексій Маресьєв
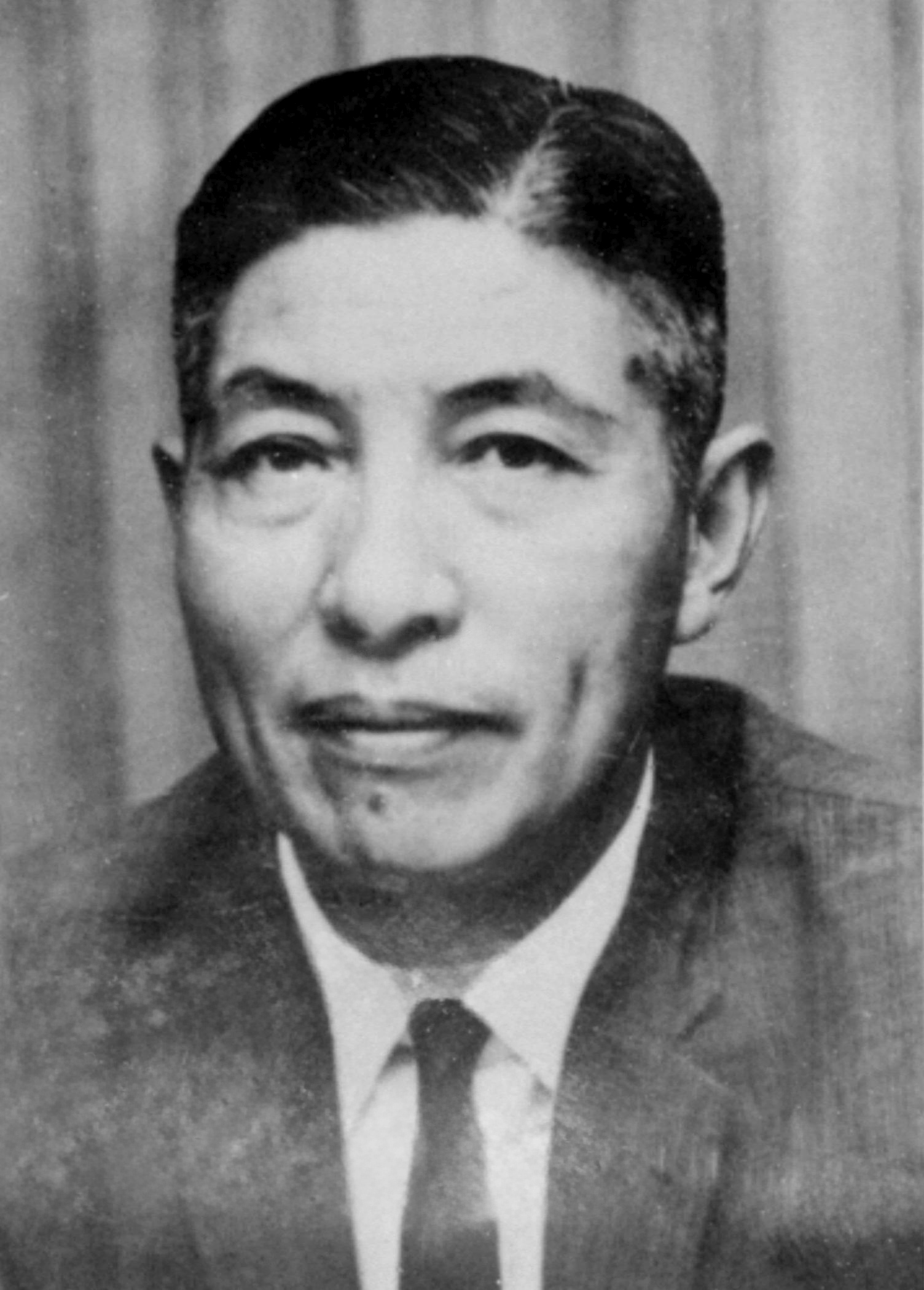
Лі Квотінг

## Червень

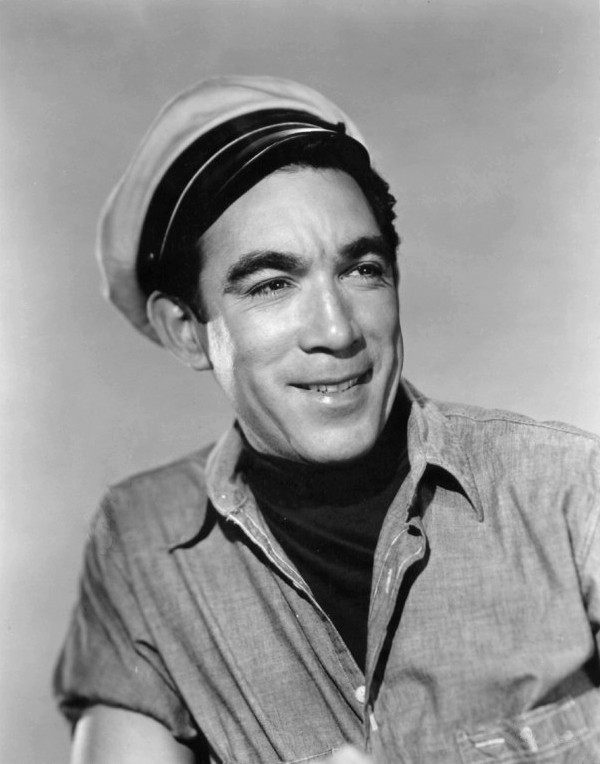
Ентоні Квінн
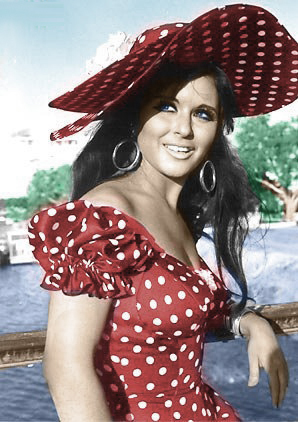
Соад Хосні
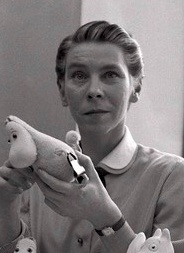
Туве Янссон
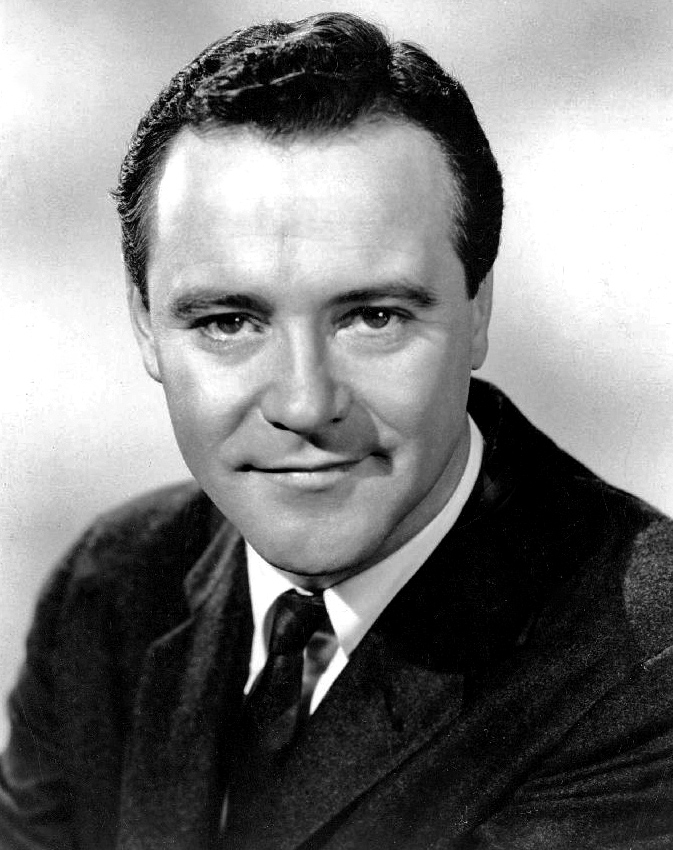
Джек Леммон

3 червня — Ентоні Квінн, американський актор, письменник і художник мексиканського походження (*1915)
4 червня — Діпендра, 12-й король Непалу (*1971)
6 червня — Соколова Любов Сергіївна, радянська, російська актриса театру і кіно (*1921)
7 червня — Віктор Пас Естенсоро, тричі президент Болівії (*1907)
7 червня — Керол Фредерікс, афроамериканська співачка (*1952)
10 червня — Лейла Пехлеві, молодша дочка шаха Ірану Мохаммеда Реза Пахлаві і його третьої дружини шахбану Фарах Пахлаві (*1970)
10 червня — Майк Ментцер, американський культурист, підприємець, письменник і філософ (*1951)
11 червня — Тімоті Маквей, американський злочинець, терорист (*1968)
12 червня — Леждей Ельза Іванівна, радянська і російська актриса театру і кіно (*1933)
13 червня — Марсело Фромер, бразильський музикант (*1961)
15 червня — Глузський Михайло Андрійович, радянський і російський актор театру і кіно (*1918)
17 червня — Дональд Джеймс Крам, американський хімік, лауреат Нобелівської премії з хімії 1987 (*1919)
18 червня — Рене Дюмон, французький агроном і політик (*1904)
21 червня — Соад Хосні, єгипетська актриса (*1943)
21 червня — Керролл О'Коннор, американський актор (*1924)
21 червня — Джон Лі Гукер, американський блюзовий музикант (*1917)
23 червня — Арбі Бараєв, чеченський воєначальник (*1973)
24 червня — Мілтон Сантос, бразильський географ (*1926)
27 червня — Туве Янссон, фінська художниця, письменниця, ілюстраторка шведського походження (*1914)
27 червня — Джек Леммон, американський актор (*1925)
27 червня — Удо Прокш, австрійський підприємець і злочинець (*1934)
29 червня — Дональд Меддер, фламандський актор (*1969)
30 червня — Чет Аткінс, американський гітарист, продюсер і звукорежисер (*1924)
- Ентоні Квінн
- Соад Хосні
- Туве Янссон
- Джек Леммон

## Липень
1 липня — Басов Микола Геннадійович, радянський фізик, лауреат Нобелівської премії з фізики 1964 (*1922)
2 липня — Саїд Халіфа, суданський співак і композитор (*1928)
5 липня — Ханнелоре Коль, дружина колишнього федерального канцлера Німеччини Гельмута Коля, перша леді Німеччини (1982—1998) (*1933)
7 липня — Александров Ігор Олександрович, український журналіст (*1956)
10 липня — Хумаюн Рашид Чоудхурі, бангладешський дипломат і політик (*1928)
11 липня — Герман Брод, нідерландський музикант, художник, актор і поет (*1946)
11 липня — Катеель Шифаї, пакистанський поет мовою урду (*1919)
12 липня — Хуан Непомусено Гуерра, мексиканський наркобарон, бутлегер, бізнесмен і контрабандист (*1915)
16 липня — Беате Усе, німецька підприємиця (*1919)
16 липня — Морріс, бельгійський карикатурист (*1923)
18 липня — Коваленко Іван Юхимович, український поет-шістдесятник, дисидент, політв'язень радянських часів (*1919)
21 липня — Шиваджі Ганесан, індійський актор і кінопродюсер (*1928)
20 липня — Миргородський Дмитро Миколайович, український актор (*1939)
20 липня — Карло Джуліані, протестувальник, убитий карабінером (*1978)
22 липня — Індро Монтанеллі, італійський журналіст та історик (*1909)
23 липня — Юдора Велті, американська письменниця (*1909)
24 липня — Сергіїв Ольга (Олеся) Юріївна, фотографка, художниця, зберігачка архіву Лесі Українки (*1914)
25 липня — Пхулан Деві, індійська бандитка і політична діячка (*1963)
25 липня — Фахд бін Салман Аль Сауд, королівська особа Саудівської Аравії, бізнесмен (*1955)
28 липня — Футаро Ямада, японський письменник (*1922)
28 липня — Ахмед Софа, бангладешський письменник, мислитель, прозаїк, поет, філософ (*1943)
29 липня — Едвард Герек, польський політичний діяч, перший секретар ЦК Польської об'єднаної робітничої партії з 1970 до 1980 р. (*1913)
31 липня — Пол Андерсон, американський письменник-фантаст (*1926)

## Серпень
4 серпня — Стельмах Ярослав Михайлович, український дитячий письменник, драматург, кіносценарист, прозаїк, перекладач (*1949)
6 серпня — Жоржі Амаду, бразильський письменник, комуністичний громадський та політичний діяч (*1912)
6 серпня — Дуонг Ван Мінь, південно-в'єтнамський політик (*1916)
6 серпня — Вільгельм Монке, бригадефюрер СС і генерал-майор військ СС (*1911)
10 серпня — Ростоцький Станіслав Йосипович, радянський, російський кінорежисер і сценарист (*1922)
11 серпня — Карлос Хенк Гонсалес, мексиканський бізнесмен і політик (*1927)
11 серпня — Бандера-Давидюк Володимира Андріївна, українська громадсько-культурна діячка, сестра Степана Бандери (*1913)
15 серпня — Ющенко Катерина Логвинівна, українська науковиця в галузі кібернетики, програмістка, винахідниця (*1919)
20 серпня — Фред Гойл, англійський космолог, астрофізик та письменник-фантаст (*1915)
20 серпня — Данченко Сергій Володимирович, український театральний режисер, педагог (*1937)
20 серпня — Сільвія Міллекам, нідерландська актриса та комік (*1956)
25 серпня — Алія, американська співачка, акторка та модель (*1979)
25 серпня — Філіпп Леотар, французький театральний та кіноактор, шансоньє (*1940)
28 серпня — Перхун Сергій Володимирович, український футболіст (*1977)

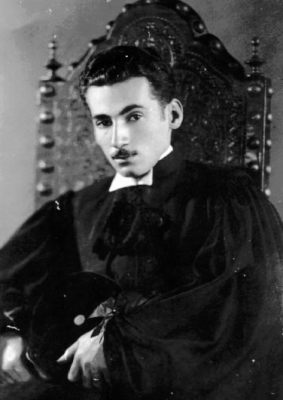
Жоржі Амаду
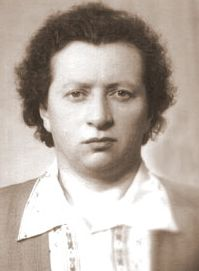
Катерина Ющенко
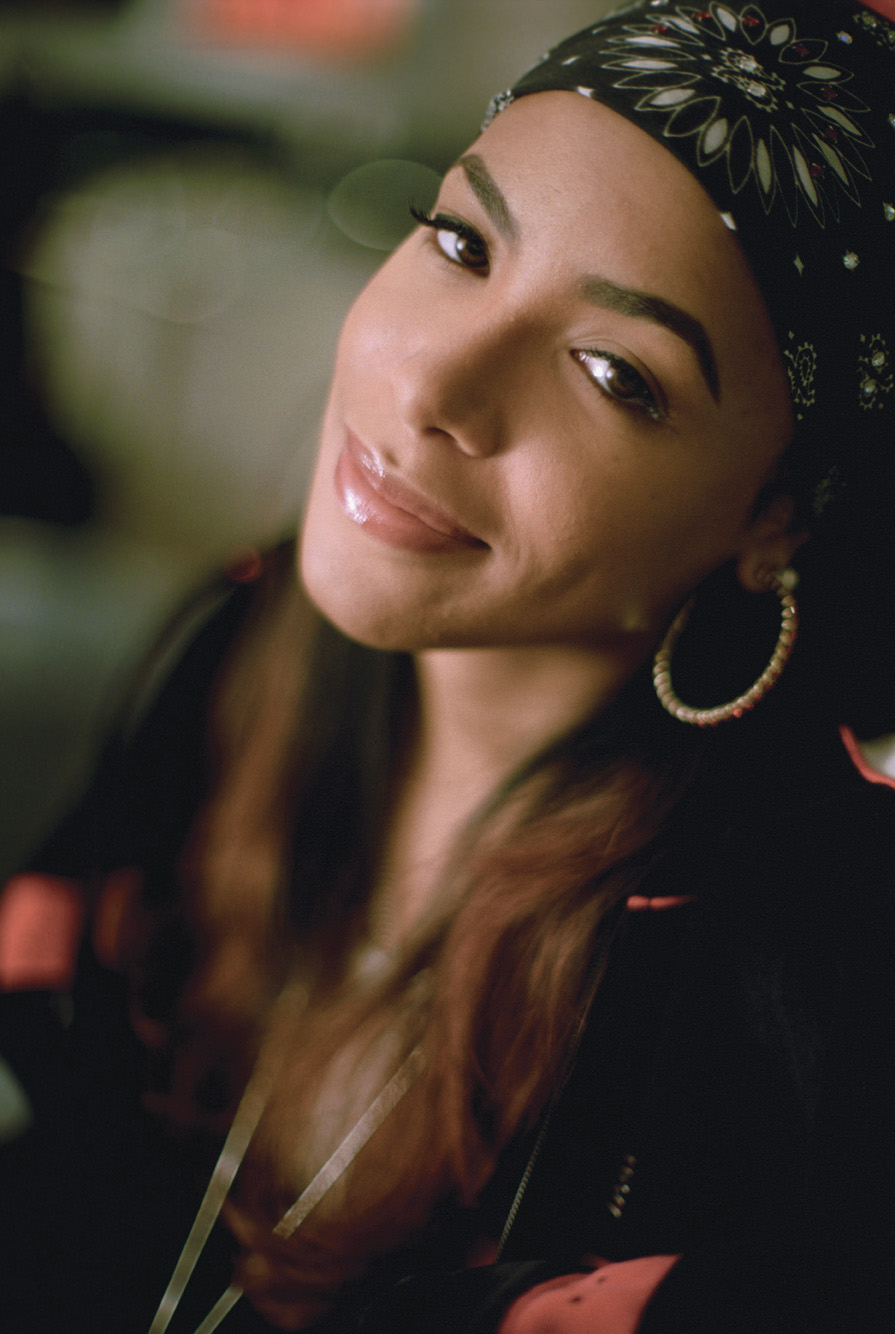
Алія

## Вересень
2 вересня — Крістіан Барнард, південноафриканський кардіохірург (*1922)
2 вересня — Трой Донахью, американський актор і співак (*1936)
3 вересня — Тхуі Транг, в'єтнамсько-американська актриса (*1973)
3 вересня — Ферруччо Амендола, італійський актор, дублер і режисер дубляжу (*1930)
5 вересня — Смирнова Тамара Михайлівна, український астроном (*1935)
9 вересня — Ахмад Шах Масуд, афганський політик і польовий командир таджицького походження (*1953)
9 вересня — Сіндзі Сомай, японський кінорежисер (*1948)
11 вересня — Мохамед Атта, єгипетський терорист з Аль-Каїди, ватажок атак 11 вересня (*1968)
13 вересня — Дороті Макгвайр, американська актриса (*1916)
16 вересня — Осика Леонід Михайлович, український режисер, сценарист (*1940)
17 вересня — Кіпіані Давид Давидович, радянський грузинський футболіст, тренер (*1951)
20 вересня — Карл-Едуард фон Шніцлер, німецький журналіст (*1918)
20 вересня — Маркос Перес Хіменес, президент Венесуели у 1953—1958 роках (*1914)
22 вересня — Ісаак Стерн, американський скрипаль (*1920)
25 вересня — Мішель Стокс, бельгійський серійний вбивця (*1942)
29 вересня — Нгуєн Ван Тхієу, президент Південного В'єтнаму з 1967 по 1975 рік (*1923)

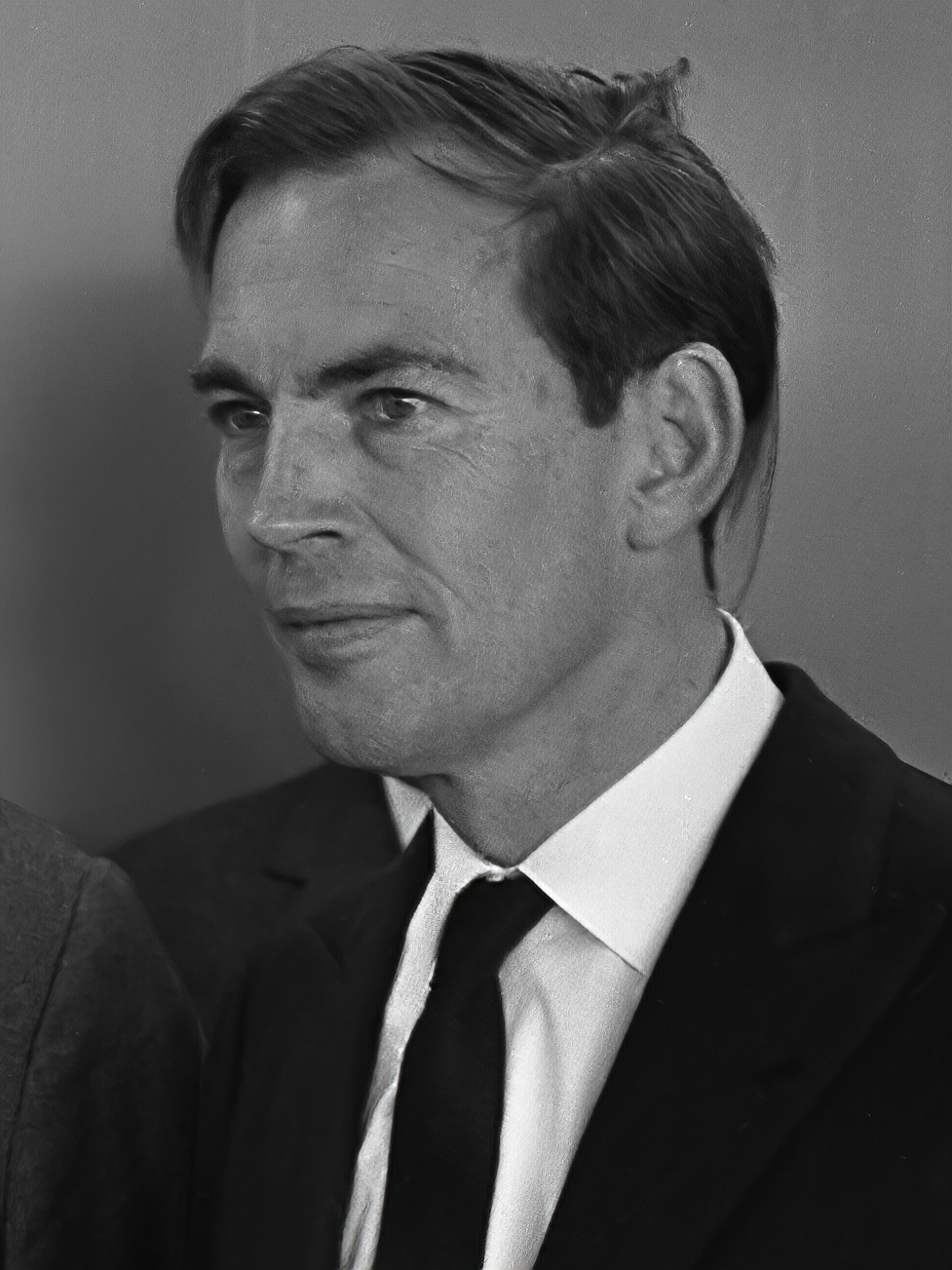
Крістіан Барнард
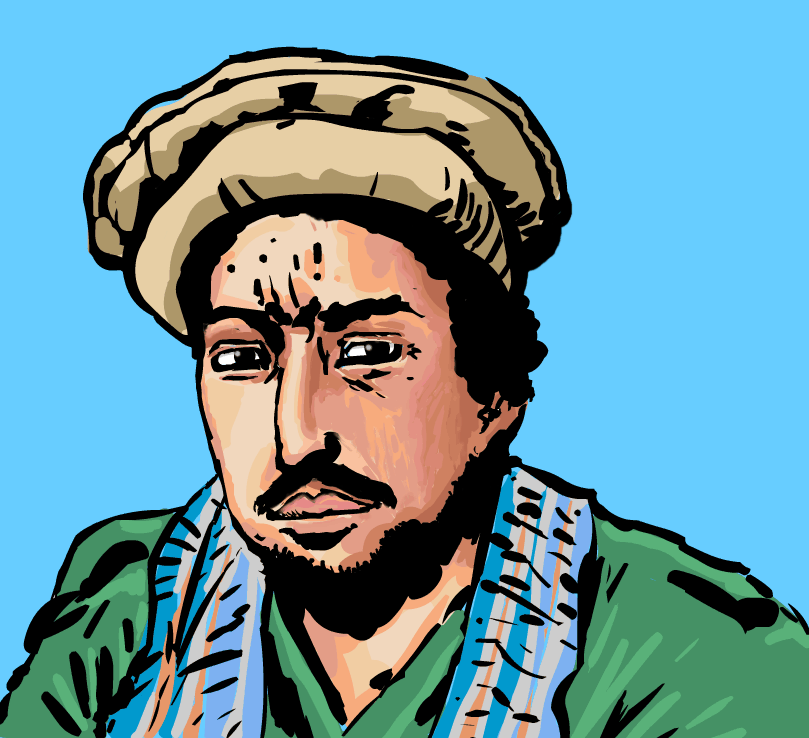
Ахмад Шах Масуд
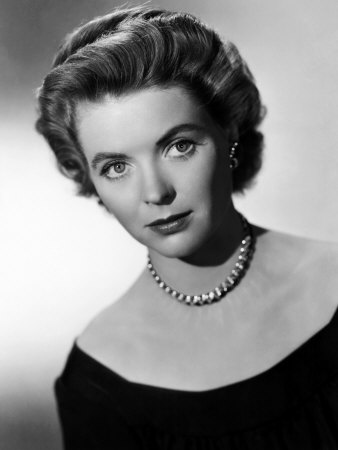
Дороті Макгвайр
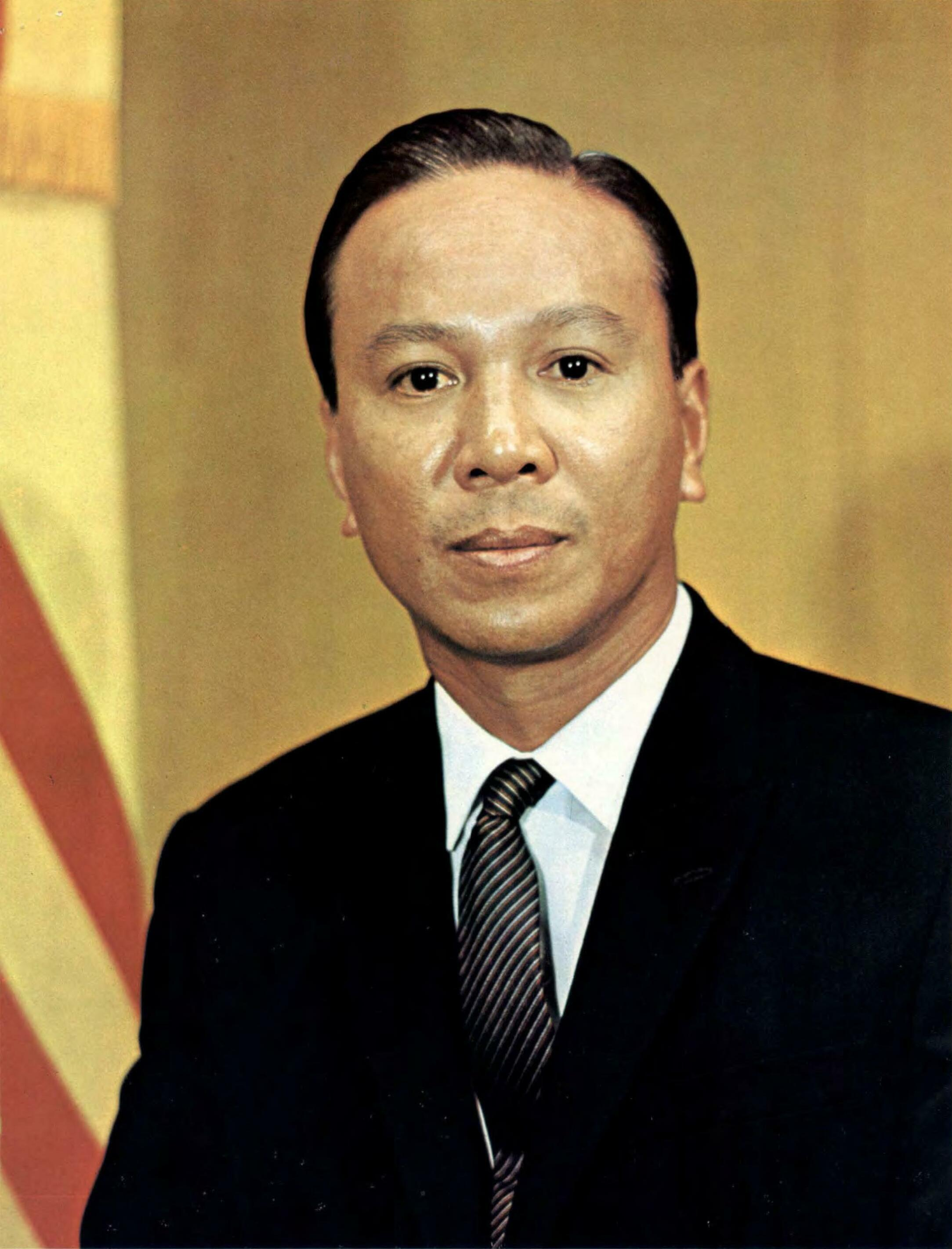
Нгуєн Ван Тхієу

## Жовтень

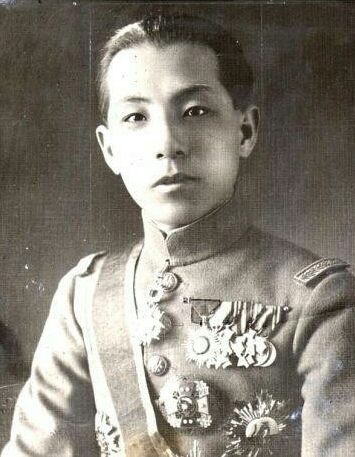
Чжан Сюелян

1 жовтня — Коконтей Сінчо, японський виконавець ракуґо (*1938)
8 жовтня — Джонні Бухардт, німецький актор, комік і ведучий (*1925)
8 жовтня — Джавед Ікбал, пакистанський серійний вбивця та розбещувач дітей (*1961)
9 жовтня — Роберто Кампос, бразильський економіст, письменник, дипломат, політик (*1917)
11 жовтня — Кшиштоф Хамієц, польський актор (*1930)
13 жовтня — Ніка Стшемінська, польська лікарка, психіатриня, письменниця (*1936)
15 жовтня — Чжан Сюелян, китайський воєначальник, який правив Маньчжурією з 1928 по 1936 рік (*1901)
22 жовтня — Віцин Георгій Михайлович, радянський та російський актор (*1917)
23 жовтня — Брайчевський Михайло Юліанович, український історик та археолог (*1924)
24 жовтня — Сіматані Сеісіро, японський футболіст (*1938)
26 жовтня — Сорая Есфандіярі-Бахтіярі, друга дружина шаха Імперської держави Іран Мохаммеда Рези Пахлаві (*1932)
28 жовтня — Чухрай Григорій Наумович, український радянський кінорежисер, сценарист (*1921)
- Чжан Сюелян

## Листопад
1 листопада — Яцик Петро Дмитрович, канадський підприємець українського походження, меценат і філантроп (*1921)
1 листопада — Хуан Бош, президент Домініканської Республіки 1963 року (*1909)
2 листопада — Ельазар Шах, духовний лідер литовського напряму в юдаїзмі (*1899)
3 листопада — Ернст Ґомбріх, австрійський та британський історик мистецтва (*1909)
3 листопада — Вівека Сельдал, шведська актриса (*1944)
3 листопада — Томас Браш, німецький письменник, драматург, сценарист, режисер і поет (*1945)
7 листопада — Назір Сіддікі, пакистанський письменник, поет і вчений (*1930)
9 листопада — Джованні Леоне, італійський політик, Голова Ради Міністрів Італії, Президент Італії (1971—1978) (*1908)
10 листопада — Кен Кізі, американський письменник (*1935)
11 листопада — Тадаші Сугіура, японський бейсболіст (*1935)
14 листопада — Люк Лутц, нідерландський актор (*1924)
22 листопада — Мері Кей Еш, американська підприємниця, засновниця Mary Kay (*1918)
23 листопада — Герхард Столтенберг, німецький історик і політик (*1928)
24 листопада — Мелані Торнтон, американська співачка (*1967)
28 листопада — Лозино-Лозинський Гліб Євгенович, радянсько-український конструктор авіаційних і космічних систем (*1910)
29 листопада — Шинкарук Володимир Іларіонович, український політик і філософ-марксист (*1928)
29 листопада — Джордж Гаррісон, англійський музикант, співак, автор пісень (The Beatles) (*1943)
29 листопада — Астаф'єв Віктор Петрович, радянський та російський письменник (*1924)

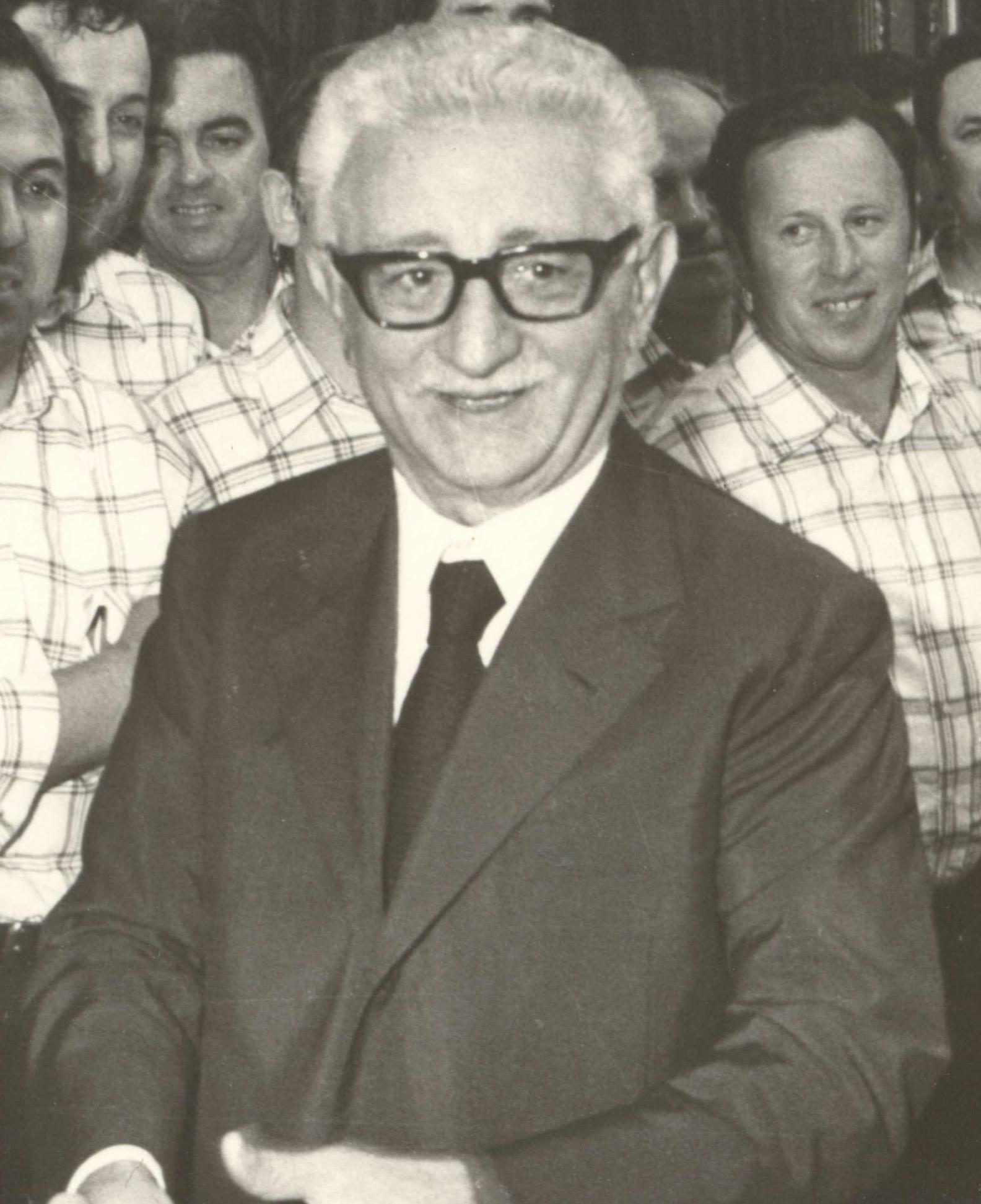
Джованні Леоне
Мері Кей Еш
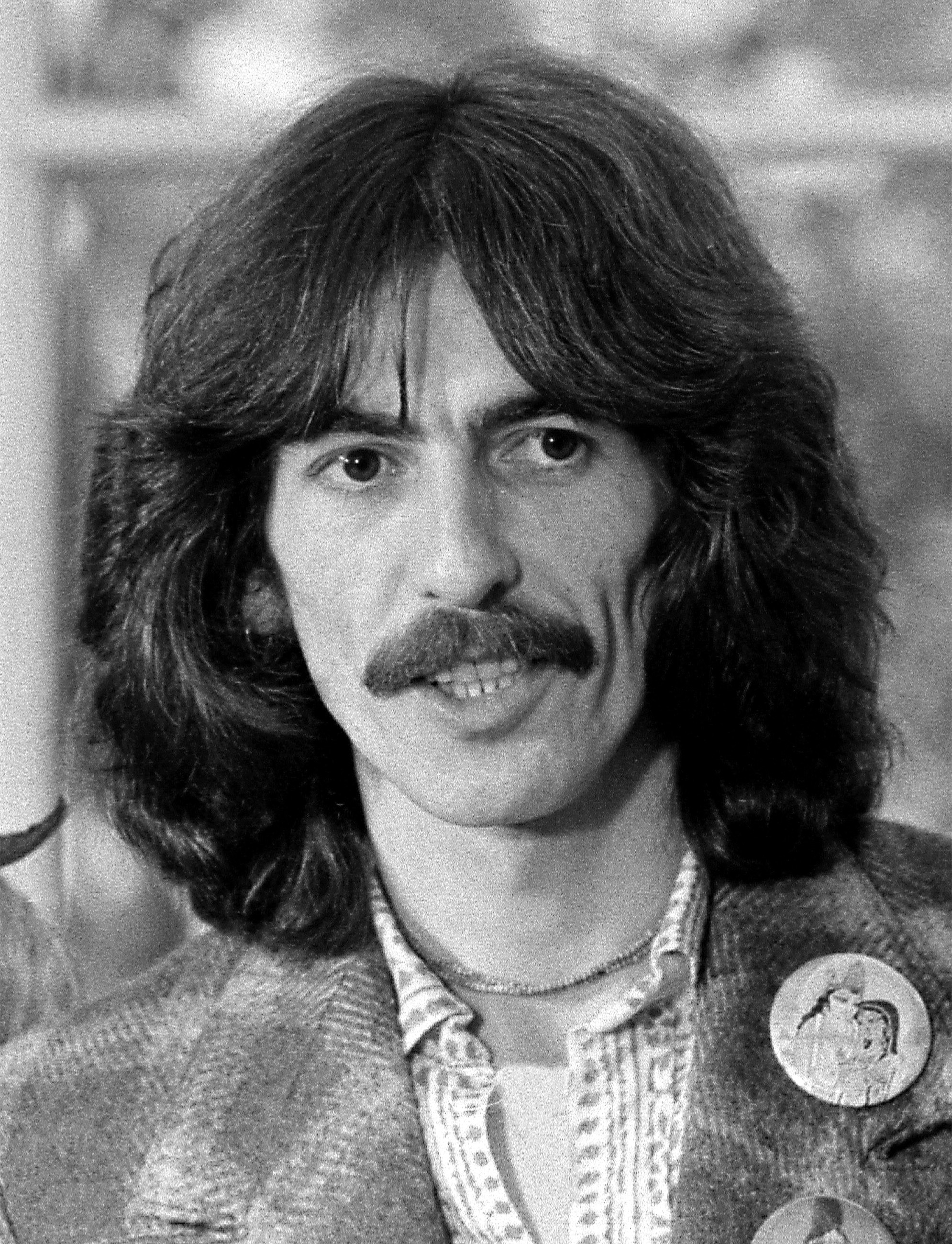
Джордж Гаррісон
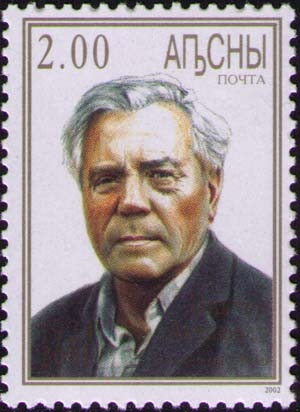
Віктор Астаф'єв

## Грудень
1 грудня — Лінь Хайінь, тайванська письменниця (*1918)
2 грудня — Забаштанський Володимир Омелянович, український поет, перекладач (*1940)
3 грудня — Хуан Хосе Арреола, мексиканський письменник (*1918)
8 грудня — Супонєв Сергій Євгенович, радянський і російський телеведучий (*1963)
8 грудня — Ткаченко Ігор Анатолійович, баскетбольний тренер і кримінальний авторитет (*1964)
10 грудня — Ашок Кумар, індійський актор (*1911)
12 грудня — Йозеф Біцан, австрійський та чехословацький футболіст, тренер (*1913)
12 грудня — Жан Рішар, французький актор і директор цирку (*1921)
13 грудня — Чак Шульдінер, американський музикант (*1967)
14 грудня — Вінфрід Георг Зебальд, німецький письменник та літературний критик (*1944)
18 грудня — Жильбер Беко, французький співак, композитор, піаніст та актор (*1927)
20 грудня — Леопольд Седар Сенгор, перший президент Сенегалу (1960—1980) (*1906)
22 грудня — Гжегож Цеховський, польський музикант (*1957)
22 грудня — Жак Майоль, французький фрідайвер (*1927)
24 грудня — Роберт Лекі, морський піхотинець США, письменник (*1920)
24 грудня — Честер Ку, тайванський бізнесмен (*1952)
26 грудня — Найджел Готорн, англійський актор (*1929)
27 грудня — Рибаков Борис Олександрович, російський археолог і історик (*1908)
29 грудня — Кассія Еллер, бразильська співачка і рок-музикант (*1962)
31 грудня — Харшад Мехта, індійський біржовий маклер і шахрай (*1954)
грудень — Алоїс Бруннер, австрійський нацист, один з головних соратників Адольфа Айхмана (*1912)